# Badou (Togo)
Badou ist eine Stadt im Westen Togos, nahe der ghanaischen Grenze, in der Region Plateaux. Die wichtigsten Wirtschaftszweige sind Kakao- und Kaffeeanbau. In der Nähe liegen die Akloa-Wasserfälle.
Badou ist der Hauptort der Präfektur Wawa. Sie liegt am Fuße des Akposso-Plateaus in der Limité-Ebene, dem togoischen Teil des Voltatals.